# Caliente (álbum)
Caliente es el primer álbum del grupo de rock argentino Vox Dei, lanzado en 1970 por el sello Mandioca.

## Detalles
En 1969, la gente del sello independiente Mandioca ofrece a Vox Dei la grabación de su primer material. Previamente el grupo aún se presentaba como "Mach 4" y al ingresar al sello se presentan como Vox Dei.
Tras esto, editan su primer simple: "Azúcar amarga / Quiero ser". Luego saldría otro simple que adelanta el primer LP, incluyendo    "Presente" y "Dr. Jekill". Para 1970, Caliente había sido terminado y editado bajo la producción de Jorge Álvarez y Pedro Pujó. El álbum fue grabado en los Estudios TNT de Buenos Aires, donde la gran mayoría de grupos locales solían grabar por entonces.
La primera presentación de este disco fue en el Teatro Payró de Buenos Aires, ese mismo año. El sonido muestra un concepto experimental y algunos aires psicodélicos de fines de la década de 1960. Luego de las exitosas presentaciones que realizó la banda, vuelven al estudio y comienza la grabación de su segundo LP, pero a finales de 1970 el sello Mandioca va a la quiebra.
Otro detalle, es que en este LP aparece la versión original de "Presente", que no es tan conocida como la famosa versión que aparece en Cuero Caliente de 1972.
En 1994 y en 2002, Sony Music Argentina reedita este disco en formato CD, incluyendo los primeros simples del grupo. Curiosamente, este registro de la banda estuvo 24 años fuera de venta, ya que antes de salir en CD jamás fue reeditado.

## Lista de canciones

### LP original
Lado A
1. "Reflejos" (Quiroga, Soulé) - 6:14
2. "No es por falta de suerte" (Godoy, Soulé) - 4:19
3. "Cuero" (Ricardo Soulé) - 5:02

Lado B
1. "Compulsión" (Willy Quiroga) - 3:05
2. "Total qué" (Willy Quiroga) - 4:11
3. "Canción para una mujer (Que no está)" (Ricardo Soulé) - 3:52
4. "Presente" (Ricardo Soulé) - 3:16

### Pistas adicionales de la edición en CD
1. "Azúcar amarga" (Willy Quiroga) - 2:30
2. "Quiero ser" (Ricardo Soulé) - 2:50
3. "Doctor Jekill" (Ricardo Soulé, Willy Quiroga) - 2:20

## Músicos
- Willy Quiroga - Bajo y voz.
- Rubén Basoalto - Batería.
- Ricardo Soulé - Guitarra líder, armónica y voz.
- Juan Carlos "Yodi" Godoy  - Guitarra rítmica y voz.
- Rolando Morris Robinson - Percusión.